# Pariana gracilis
Pariana gracilis är en gräsart som beskrevs av Johann es Christoph Christian Döll. Pariana gracilis ingår i släktet Pariana och familjen gräs. Inga underarter finns listade i Catalogue of Life.